# (200161) 1999 AG16
(200161) 1999 AG16 es un asteroide perteneciente al cinturón de asteroides, descubierto el 9 de enero de 1999 por el equipo del Spacewatch desde el Observatorio Nacional de Kitt Peak, Arizona, Estados Unidos.

## Designación y nombre
Designado provisionalmente como 1999 AG16.

## Características orbitales
1999 AG16 está situado a una distancia media del Sol de 2,274 ua, pudiendo alejarse hasta 2,596 ua y acercarse hasta 1,951 ua. Su excentricidad es 0,141 y la inclinación orbital 5,181 grados. Emplea 1252,69 días en completar una órbita alrededor del Sol.

## Características físicas
La magnitud absoluta de 1999 AG16 es 17,1.